# Prahecq
 Prahecq  es una población y comuna francesa, situada en la región de Poitou-Charentes, departamento de Deux-Sèvres, en el distrito de Niort y cantón de Prahecq.

## Demografía
| 859 | 939 | 1051 | 1495 | 1613 | 1651 | 1994 |
| Para los censos de 1962 a 1999 la población legal corresponde a la población sin duplicidades (Fuente: INSEE [Consultar]) |     |      |      |      |      |      |